# الكيس الأصغر
الكيس الأصغر، المعروف أيضًا باسم الجيب الكلومي (أو الكيس الصِّفاقي الأصغر)، هو جزء من التجويف البطني يُشكَّل بواسطة الثرب الصغير والثرب الكبير. يوجد عادةً في الثدييات، ويتصل بالكيس الأكبر من خلال الثقب الكلومي أو ثُقب وينسلو. من الشائع أن يحتوي الكيس الأصغر في الثدييات على كميات كبيرة من الدهون.

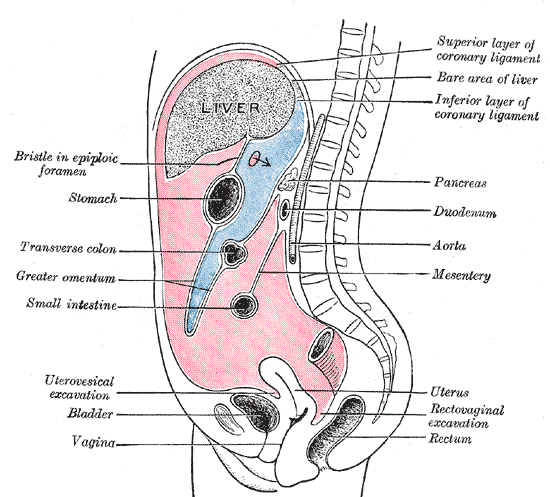
الكيس الأصغر (الكيس الثُربي) موضّح باللون الأزرق، والكيس الأكبر (التجويف العام) موضّح باللون الأحمر.

## الهوامش التشريحية للكيس الأصغر

### الهامش الأمامي
مرتب من الأعلى إلى الأسفل:
فص الذيلي من الكبد، الثرب الصغير، المعدة، الرباط المعدي القولوني.

### الهامش الجانبي
مرتب من الأمام إلى الخلف:
الرباط المعدي الطحالي، الطحال، الرباط الطحالي الكلوي.

### الهامش الخلفي
الكُلى اليسرى والغدة الكظرية، البنكرياس

### الهامش السفلي
الثرب الكبير

### الهامش العلوي
الكبد
إذا تمزق أي من هذه البُنى المحيطة، قد تسرّب محتوياتها إلى الكيس الأصغر. أما إذا تمزقت المعدة من الجهة الأمامية، فإن التسريب سيتجمع في الكيس الأكبر.
يتكون الكيس الأصغر خلال التخلق الجنيني نتيجة طيٍّ في الثرب الكبير. والطرف المفتوح لهذا الطيّ يُعرف بالثُقب الكلومي، وعادةً ما يكون قريبًا من المعدة.

## صور إضافية

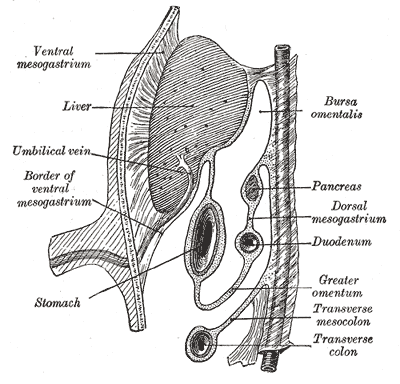
شكل تخطيطي للكيس الثُربي (الكيس الأصغر)، إلخ. جنين بشري في عمر ثمانية أسابيع.
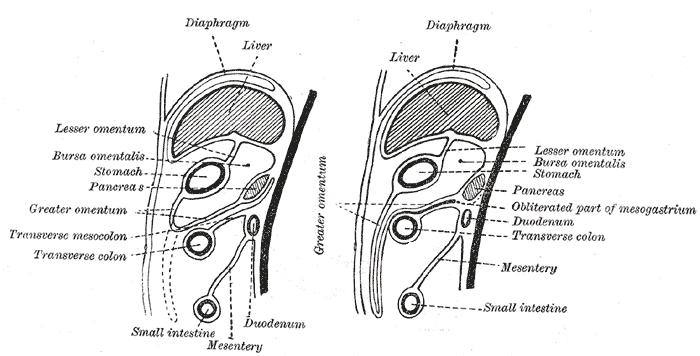
رسومات توضيحية تُبيّن تطور الثرب الكبير والمساريقا المستعرضة.
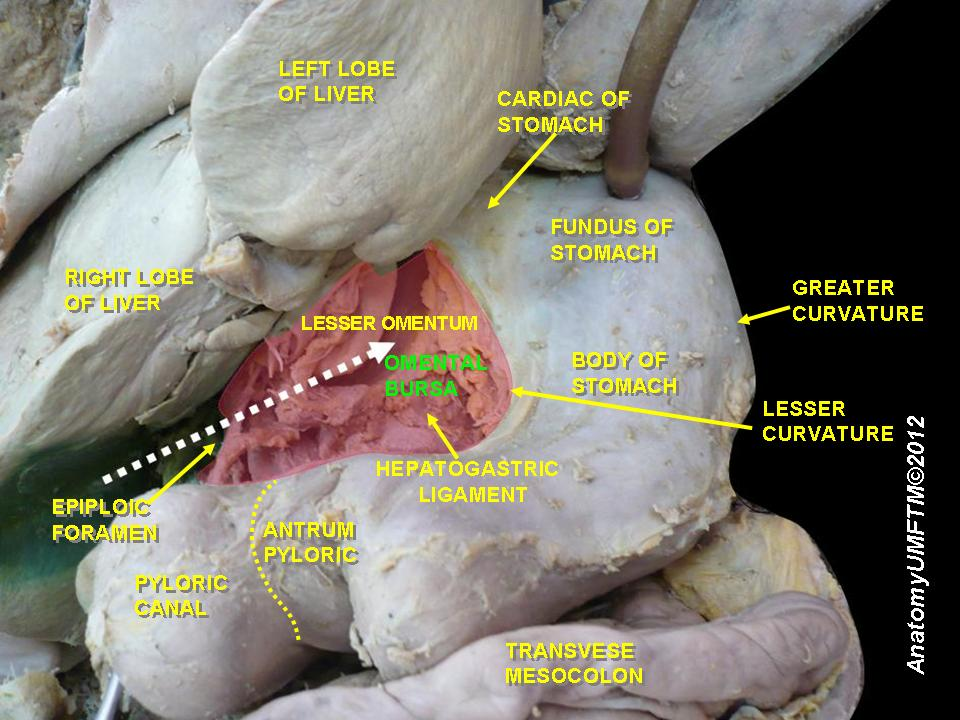
الكيس الثُربي (أو الكيس الأصغر).

## روابط خارجية
"Lesser sac". Medcyclopaedia. GE. Archived from the original on 2012-02-05. Retrieved 2013-10-28.